# Castello di Suvero
Il castello di Suvero è stato un edificio difensivo e residenziale sito in piazza Fontana Benedetto Mergoni nella frazione di Suvero a Rocchetta di Vara, nell'alta val di Vara in provincia della Spezia.

## Storia e descrizione
A dominio del borgo di Suvero si trova il castello, lungo la via che porta al passo dei Casoni. Quando il marchese Rinaldo Malaspina nel 1549 ricevette l'investitura come signore del feudo di Suvero, decise di ampliare e rinnovare, il precedente castello già vecchio di quattro secoli.
La costruzione fu eseguita a pianta trapezoidale, con tre dei quattro angoli rafforzati da altrettante imponenti torri. Data l'epoca, in pieno Rinascimento, il castello pur mantenendo un aspetto imponente, aveva ormai perso la sua originaria vocazione esclusivamente militare per diventare una dimora, nonostante la presenza delle infrastrutture necessarie al casermaggio di una piccola guarnigione. Per oltre due secoli divenne quindi, l'abitazione dei feudatari di Suvero e nonostante alcuni danni provocati da eventi bellici, in verità piuttosto limitati e prontamente riparati, rimase praticamente intatto.
Nel 1797, dopo la fine della signoria dei Malaspina decretata dalla nuova dominazione francese napoleonica, che spogliarono della giurisdizione feudale anche tutti gli altri nobili della Lunigiana, il castello fu abbandonato dai suoi proprietari. L'incuria che si prolungò per tutto l'Ottocento e il terribile terremoto del 1920, provocarono il crollo di alcune parti dell'edificio, fra cui due delle tre torri d'angolo; ne è sopravvissuta solo una alta 18 metri.
Attualmente il castello è a due piani: esistono tracce che dimostrano l'esistenza di un terzo piano, in cui era collocato anche un mulino a vento la cui macina è conservata nel castello. In anni recenti il castello di Suvero, per la terza volta nella sua lunghissima storia, è stato completamente restaurato. Attualmente è adibito a dimora privata.

## Galleria d'immagini

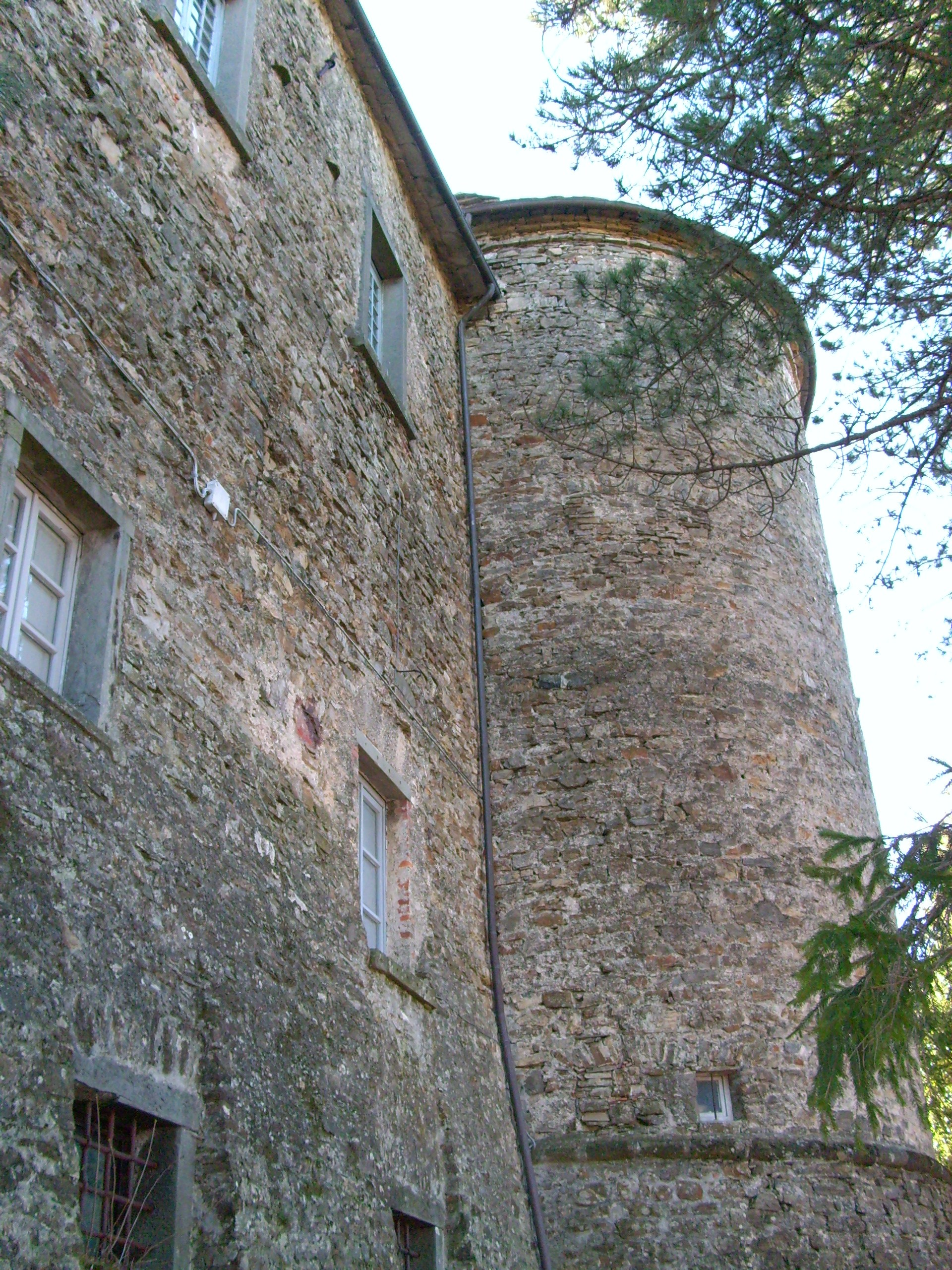
Particolare della torre
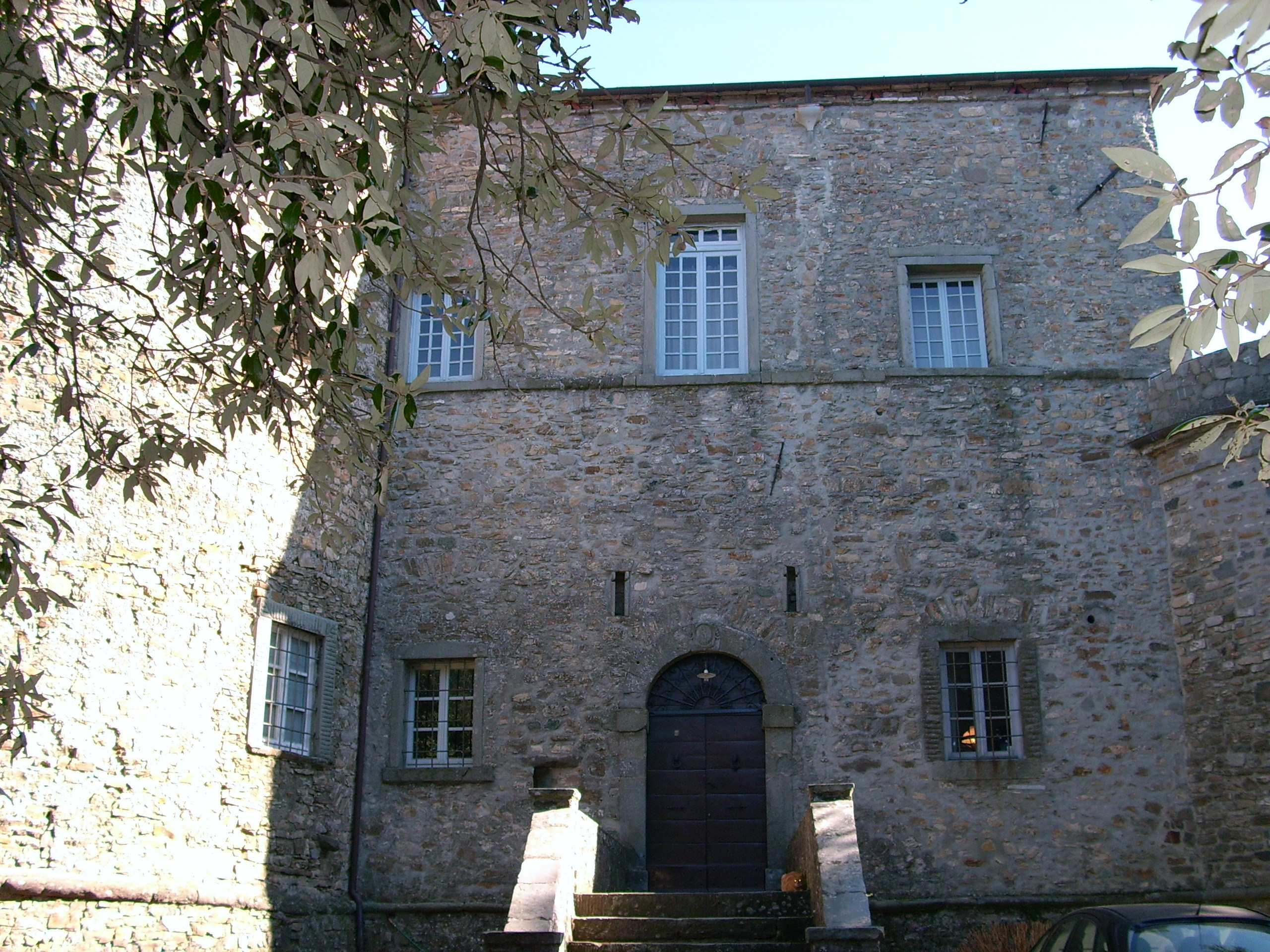
L'entrata